# Nyárfamolyfélék
A nyárfamolyfélék (Urodidae) a valódi lepkék alrendjébe tartozó Heteroneura alrendág Sesioidea öregcsaládjának egyik családja. Egyes rendszertanászok, a családot a külön számára létrehozott Urodoidea öregcsaládba sorolják.
Ebbe a családba mindössze kilenc nemet és viszonylag kevés fajt vonnak össze – ezek közül Európában mindössze egy él, a fehérnyárfamoly (Wockia asperipunctella Bruand, 1851) – ezt régebben a pókhálósmolyfélék (Yponomeutidae vagy Hyponomeutidae) családjába sorolták. A faj Magyarországon is megtalálható
A nyárfamolyfélék elülső szárnyának síkját abból kiemelkedő pikkelycsomók törik meg.